# エウスカルツァインディア
エウスカルツァインディア(バスク語: Euskaltzaindia)または王立バスク語アカデミー(スペイン語: Real Academia de la Lengua Vasca)は、バスク語の保護や普及を目的とした学術団体（言語アカデミー）。

## 名称
バスク語の Euskaltzaindia（エウスカルツァインディア）はサビノ・アラナの造語で、euskal (=euskara)「バスク語」と zain「擁護者」の複合語に接尾辞 -di を付けたものである。当初は、アラナの他の造語と同じく、euskal は euzkal と綴られていたが、現在ではより伝統的な euskal の綴りに戻されている。
設立時のスペイン語の名称は Academia de la Lengua Vasca（バスク語アカデミー）だったが、1976年にはスペイン教育科学省によって王立アカデミーとしての承認を受け、Real（王立）が冠されて Real Academia de la Lengua Vasca（王立バスク語アカデミー）となった。
また、1995年にはフランス政府によって公共非営利組織と認められた。モットーとして「始めよ、そして続けよ」(Ekin eta jarrai)を掲げている。

## 歴史

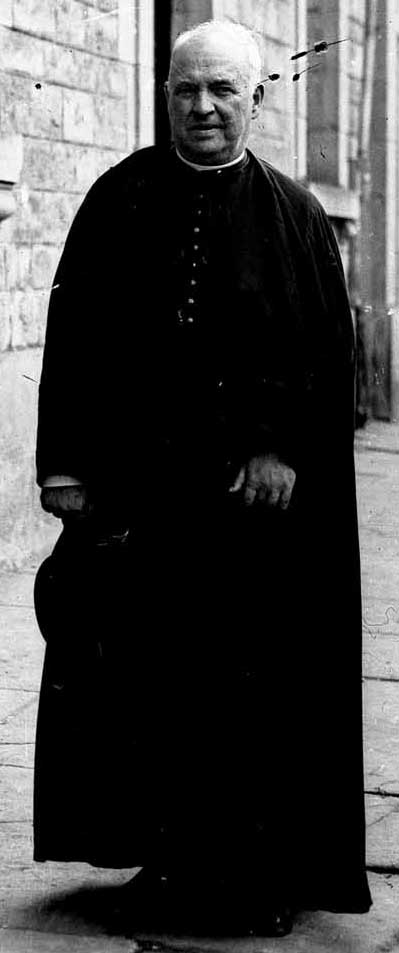
初代会長のアスクエ

19世紀後半より、ホセ・フランシスコ・アイスキベル、ジャン・デュヴォワザン、ホセ・マンテロラなどによってバスク語の擁護と研究のための機関が必要であると説かれていた。1901年と1902年にはスペイン・バスクとフランス領バスクそれぞれの著作家による会合が持たれたが、両者を統合した機関の設立には至らなかった。なお、1886年にはドイツ人言語学者がベルリンにバスク語教会を設立し、12年間にわたって学術紀要の発行を続けており、1907年に文献学者のフリオ・デ・ウルキホが創刊した「国際バスク研究誌」にはフランス領バスクの学者も参加していた。1918年1月のビスカヤ県議会でバスク語アカデミーの創設が検討され、9月にオニャティ大学で開催された第1回バスク研究会議でも賛同が得られたため、ライムンド・オラビデ神父が規約案を作成し、1919年9月までにビスカヤ県、ギプスコア県、アラバ県、ナバーラ県の各県議会で承認された。9月21日のギプスコア県議会で最終的なアカデミー設立の決定が下され、ビスカヤ県のビルバオに本部を置くバスク語アカデミーが設立された。
創設者は言語学者のレスレクシオン・マリア・デ・アスクエ、アルトゥロ・カンピオン、ルイス・デ・エレイサルデ、フリオ・デ・ウルキホの4人であり、アスクエが初代会長に就任した。1919年の会員は創設者4人を含む計12人、内訳はスペイン・バスクから9人、フランス領バスクから3人だった。1920年に機関誌「バスク語」が創刊された。当初から統一方言の創造が模索されており、暫定的にギプスコア方言が用いられた。スペイン内戦中の1937年にはビルバオが反乱軍に占拠され、その後独裁体制を築いたフランシスコ・フランコはバスク語の使用を禁じる政策を取ったため、1937年からは長らく「バスク語」の刊行が途絶えたが、バスク抑圧政策が緩んだ1956年からは再び刊行されている。1952年には言語学者のフェデリコ・クルトヴィッヒが入会したが、バスク民族の解放のためには武力闘争が不可欠であるとの過激な主張を行い、会員を辞して亡命した後にバスク祖国と自由(ETA)に関わるようになった。
1968年にはフランコが存命中ながらバスク語の使用が解禁され、同年にはアカデミー創立50周年を記念して標準バスク語（バトゥア）のための委員会が設立された。コルド・ミチェレナを委員長とし、ギプスコア方言を基礎にして正書法・語彙・形態論・総辞論などの一般原理が考案された。1970年にはバスク語アカデミー会長のルイス・ビリャサンテが『標準バスク語に向けて』という小冊子を刊行し、バスク語知識人やバスク語出版物などの間に標準バスク語が普及していった。クルトヴィッヒはETAと距離を置いた1970年代後半以降に、古代ギリシャ語を踏まえて標準バスク語の基準修正に協力した。復古的な色彩をもった標準バスク語はフランス領バスクも含めた形でのバスク語の標準化を目指したが、その人工性が批判されることもある。1977年時点の正会員はルイス・ビリャサンテ会長を含めた24人（定員）であり、名誉会員が10人、通信会員が153人、故人会員が26人、故人名誉会員が7人だった。アカデミーはバスク語の言語規範の諮問機関となり、自治体のバスク語名への改名手続などにも関与している。1977年にはバスク大学教育・バスク語擁護標準化センター(UZEI)が設立され、バスク語用語対照辞典の発刊が着手された。1980年にはバスク語専門家の養成学校が設立され、1982年にはバスク自治州政府がバスク語使用標準化基本法を制定した。1990年代には通信会員だった著作家のチリャルデギが提案した標準バスク語の形態や正書法などの規則を採用したが、政治活動も行っていたチリャルデギは正会員への昇格を辞退し続けた。1995年にはベルナト・エチェパレによる『バスク初文集』（1545年、バスク語最古の出版物）の他言語訳を刊行し、その後も日本語など各国語への翻訳を企画・実行した。2014年時点では39人の正会員がいる。

## 活動内容
活動内容は1919年のアカデミー設立時に定められた規約による。1954年、1972年、1976年、2005年、2009年、2011年には規約が改正された。
- 機関誌「バスク語」の発行[9]
- バスク語正書法の策定、共通バスク語の制定と普及[20]
- バスク語による初等教育の推進[20]
- バスク語辞典の改訂[20]
- バスク言語地図の作成[20]

## 歴代会長
| # | 在任期間  | 画像 | 名前                                 | 生没年    | 分類                                       |
| - | --------- | ---- | ------------------------------------ | --------- | ------------------------------------------ |
| 1 | 1919-1951 |      | レスレクシオン・マリア・デ・アスクエ | 1864-1951 | 言語学者                                   |
| 2 | 1952-1962 |      | イグナシオ・マリア・エチャイデ       | 1884-1962 | バスク文献学セミナリオ会員                 |
| 3 | 1963-1964 |      | ホセ・マリア・ロヘンディオ           | 1910-1978 | バスク文献学セミナリオ会員                 |
| 4 | 1967-1970 |      | マヌエル・レクオナ                   | 1894-1987 | ビトリア＝ガステイス大司教学校教授、著作家 |
| 5 | 1970-1988 |      | ルイス・ビリャサンテ                 | 1920-2000 | アランサス神学学校教授、著作家             |
| 6 | 1989-2004 |      | ジャン・アリチェラル(フランス語版)   | 1923-2013 | 言語学者                                   |
| 7 | 2005-     |      | アンドレス・ウルティア               | 1954-     | 経済学者・著作家                           |

## 著名な歴代会員
- フーゴー・シューハルト（1842-1927） : 言語学者・文献学者（名誉会員）[6]
- チョミン・アギーレ（1864-1920） : 司祭・著作家
- ライムンド・オラビデ（1869-1942） : 司祭・言語学者・翻訳者
- フリオ・デ・ウルキホ（1871-1950） : 文献学者
- レスレクシオン・マリア・デ・アスクエ（1884-1962） : 司祭・言語学者
- オリシェ（1888-1961）: 詩人・著作家
- マヌエル・レクオナ（スペイン語版）（1894-1987） : 著作家
- フリオ・カロ・バロハ（1914-1995） : 人類学者・歴史学者・言語学者
- コルド・ミチェレナ（1915-1987） : 言語学者
- ルイス・ビリャサンテ（スペイン語版）（1920-2000） : 著作家
- フェデリコ・クルトヴィッヒ（1921-1998） : 言語学者・政治活動家
- チリャルデギ（1929-2012） : 言語学者・著作家（通信会員）
- ガブリエル・アレスティ（1933-1975） : 詩人・著作家
- 田村すず子（1934-2015） : 言語学者（名誉会員）[28]
- ホセ・アスルメンディ（1941-） : 哲学者・著作家・詩人（名誉研究員）
- ベルナルド・アチャーガ（1951-） : 小説家

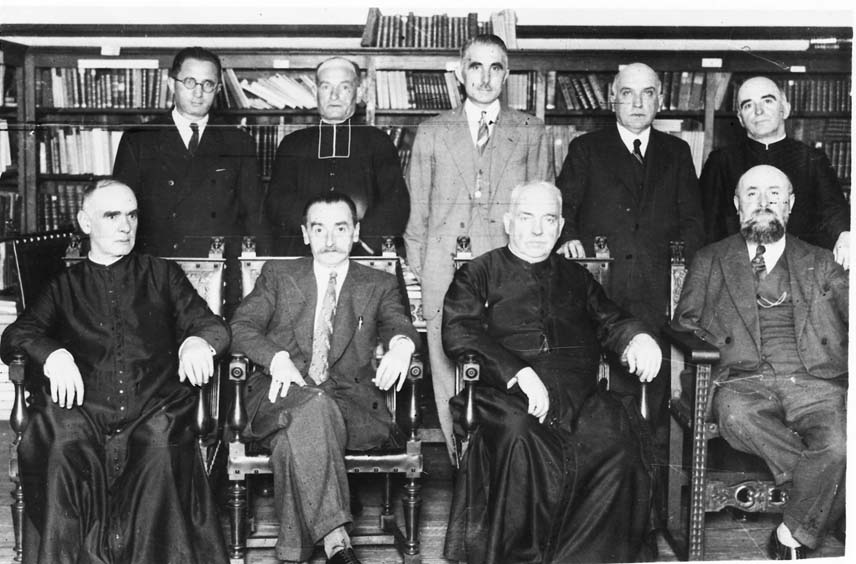
1927年のメンバー
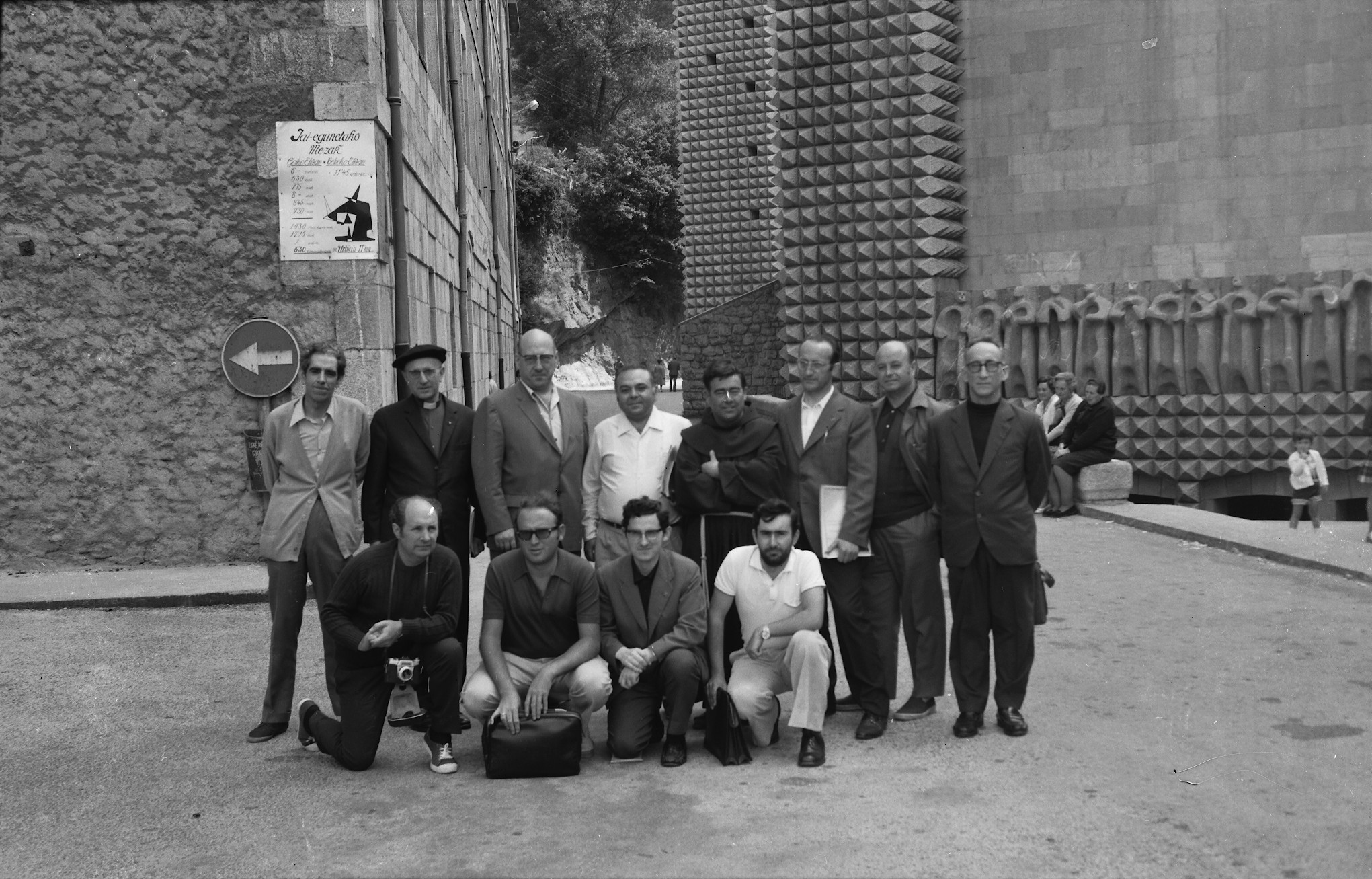
1972年のメンバー
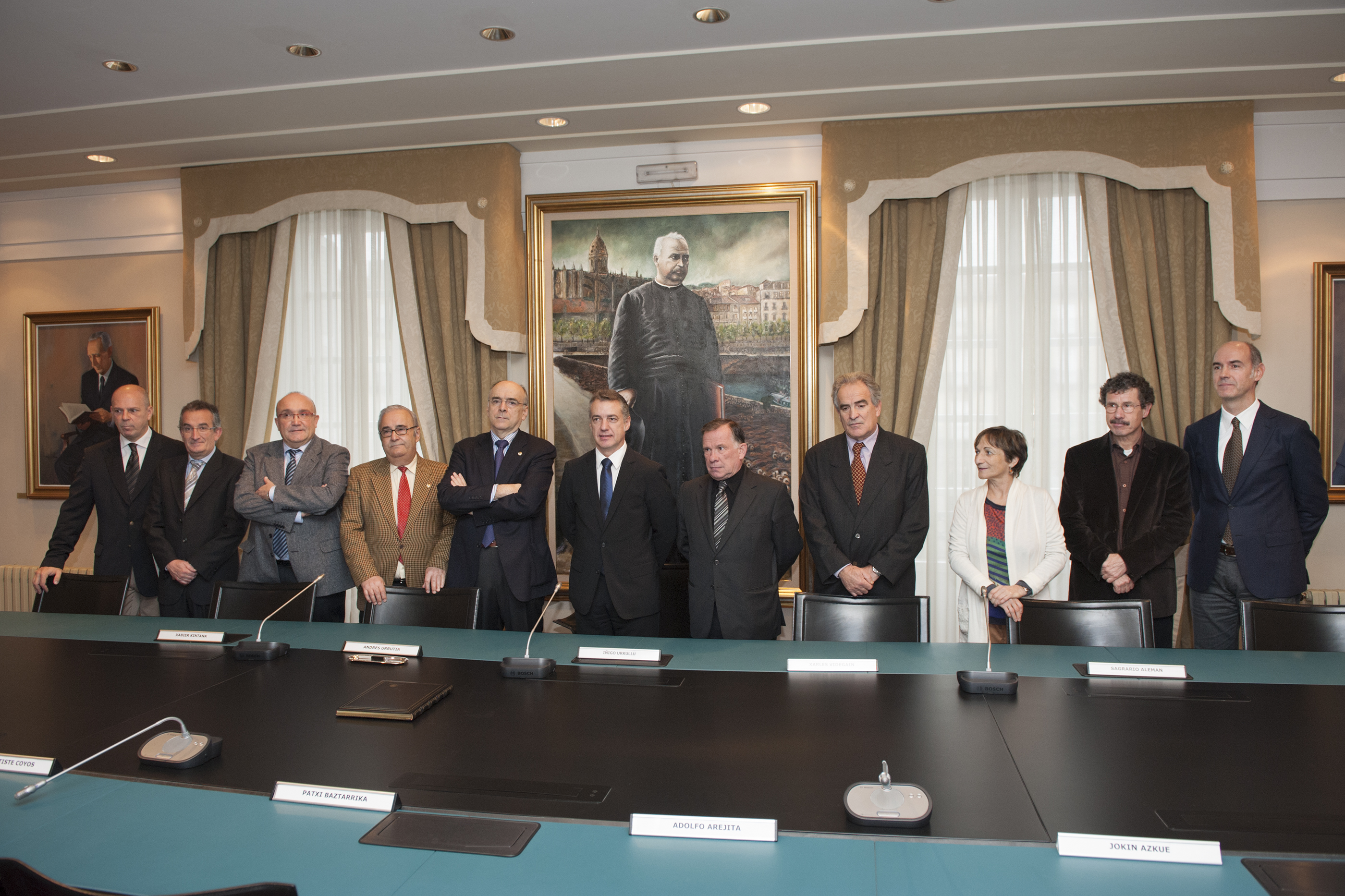
2013年のメンバーとバスク州レンダカリのウルクリュ（中央）
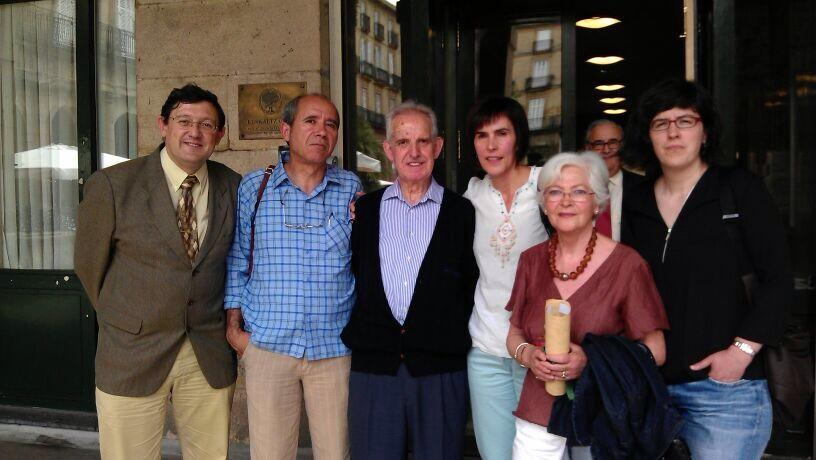
2014年のメンバー